# 26821 Baehr
26821 Baehr (1988 FM1) là một tiểu hành tinh vành đai chính được phát hiện ngày 17 tháng 3 năm 1988 bởi F. Borngen ở Tautenburg.